# Russisches Schnapsen
Russisches Schnapsen oder 1000er Schnapsen (russisch: Тысяча Tysjatscha; polnisch: Tysiąc) ist eine Untervariante des bekannten Schnapsen. Es wird vorwiegend in Ostösterreich gespielt und häufig auch Ruasseln genannt. Es ist ein sehr unkompliziertes Spiel und daher sehr leicht für Personen zu erlernen, welche schon Schnapsen oder Bauernschnapsen können. Es ist daher empfehlenswert, sich zuvor die allgemeinen Regeln des Schnapsens anzueignen.

## Allgemeines
Russisch Schnapsen wird mit einem Paket (zumeist) doppeldeutscher Spielkarten zu 24 Blatt gespielt. Es ist ausschließlich ein Spiel für 3 Spieler und somit eine willkommene Alternative für Runden, bei denen der Vierte fürs Bauernschnapsen fehlt. Möchte man dennoch zu viert Russisch Schnapsen, so pausiert jedes Mal der Geber.

## Spielkarten
Es existieren auch hier die üblichen 4 Farben Herz (auch Rot), Schelle  (Karo), Grün (auch Laub, Blatt, Pik) und Eichel (auch Kreuz, Treff), die bzgl. der möglichen Ansager genauso von oben nach unten gereiht sind. In den einzelnen Farben sind jeweils Ass (11 Punkte), Zehner (10 Punkte), König (4 Punkte), Ober/Dame (3 Punkte), Unter/Bube (2 Punkte) und Neuner (0 Punkte) vorhanden. Diese Reihenfolge gilt auch bzgl. der Stichkraft innerhalb der Farbe.

## Ansager
König und Ober jeder Farbe bilden zusammen einen Ansager (z. B. Schellen König und Schellen Ober). Abhängig von der Farbe sind sie unterschiedliche Prämien wert:
- Herz:     100 Punkte
- Schellen:  80 Punkte
- Grün:      60 Punkte
- Eichel:    40 Punkte

Die Ansage wird so gespielt wie beim herkömmlichen Schnapsen. König und Ober werden beim Ausspiel den anderen Spielern vorgezeigt, der Wert der Ansage wird vom Ausspieler laut genannt und eine der beiden Karten wird ausgespielt. Die Prämie gilt erst dann, wenn man zumindest einen Stich erzielt hat. Bleibt man stichlos, so verfällt auch die Prämie.

## Trumpffarbe
Eine Besonderheit des Russisch Schnapsen ist die Trumpffarbe, welche innerhalb einer Partie wechseln kann. Zu Beginn gibt es keine Trumpffarbe. Eine Farbe wird erst dann Trumpf, wenn ihre Ansage gemacht wurde. Wird in derselben Partie eine weitere Ansage gemacht, so wechselt die Trumpffarbe.

### Beispiel
Es sind schon 2 Stiche gespielt worden. Bis dahin gab es kein Trumpf! Der Ausspieler bringt die Ansage "80" und spielt den Ober der Ansage aus. Ab diesem Zeitpunkt gilt Schelle als Trumpf! Weitere 2 Stiche später bringt derselbe oder ein anderer Spieler die Ansage "40" und ab diesem Ausspiel ist nun Eichel Trumpffarbe.
Dieser mögliche Trumpfwechsel bzw. ein Spiel ohne Trumpf, weil keine Ansagen möglich sind oder vorhandene Ansagen "zerrissen" werden, machen dieses Kartenspiel sehr interessant und abwechslungsreich.

## Geben
Der Geber gibt im Uhrzeigersinn die Karten aus. Zunächst 3 an jeden Spieler, dann 3 Karten verdeckt in die Tischmitte als Talon, dann 2 Karten an jeden Spieler und abschließend nochmals 2 Karten an jeden Spieler.
3 - Talon - 2 - 2
Jeder Spieler hält nun 7 Karten mit denen sie in die Lizitation gehen.
Die Forderung auf ein Zusammenwerfen der geteilten Karten und ein nochmaliges Teilen durch den Geber ist in 2 Fällen erlaubt:
- ein Spieler hält in seinem Blatt 3 Neuner
- ein Spieler hält in seinem Blatt alle 4 Buben.

## Lizitation
Die Vorhand (Spieler links vom Geber) beginnt die Lizitation verpflichtend immer mit 90. Das bedeutet, dass die Vorhand mindestens 90 Punkte erreichen muss. Die anderen Spieler können nun in 10er-Schritten dieses Gebot überbieten. Dies geht solange, bis zwei Spieler hintereinander passen.

### Beispiel
| Spieler   |  | Vorhand (A) |  | B    |  | Geber (C)        |
| 1. Runde: |  | 90          |  | pass |  | 100              |
| 2. Runde: |  | 110         |  | pass |  | 120              |
| 3. Runde: |  | 140         |  | pass |  | 150              |
| 4. Runde: |  | pass        |  | pass |  | (Spielaufnehmer) |

Spieler C hat die Lizitation mit 150 gewonnen, ist nun Spielaufnehmer und wird gegen Spieler A und B alleine spielen. Er muss verpflichtend mindestens 150 Punkte erreichen. Verfehlt er dieses Ziel hat er die Partie verloren. Wie das Beispiel auch zeigt, ist es möglich größere Schritte bei der Lizitation zu machen. Spieler A wollte mit der Ansage 140 (hätte auch 130 sagen können) das Spiel "an sich reißen". Spieler C scheint aber noch ein besseres Blatt zu haben.
Es ist nicht möglich, nach Talonaufnahme seine Ansage zu verbessern, wobei diese Regel von manchen Runden ignoriert wird. Zu Beginn des Spieles müssen sich die Spieler auf eine Variante einigen.

## Spieldurchführung

### Talonaufnahme
Nachdem bei der Lizitation der Spielaufnehmer ermittelt worden ist, nimmt dieser den Talon auf, verbessert sein Blatt und verlegt verdeckt 2 unbrauchbare Karten auf den Tisch. Die Gegenspieler nehmen jeder eine der beiden vom Spielaufnehmer soeben verlegte Karten in ihr eigenes Blatt auf. Somit hat nun jeder Spieler 8 Karten. Danach beginnt immer der Spielaufnehmer auszuspielen. Es gilt allgemein immer Farbzwang, Stichzwang und Trumpfzwang.

### Farbzwang
Die ausgespielte Farbe muss bedient werden. Besitzt man diese Farbe nicht, so muss mit Trumpf gestochen werden. Hat man auch kein Trumpf, so darf eine Fremdfarbe zugegeben werden.

### Stichzwang
Es muss in der angespielten Farbe, wenn möglich, gestochen werden. Dies gilt auch dann, wenn die angespielte Farbe bereits mit Trumpf gestochen wurde und man selber die angespielte Farbe nicht mehr besitzt, so muss mit Trumpf überstochen werden, wenn dies möglich ist.

### Trumpfzwang
Es muss mit Trumpf gestochen werden, wenn die angespielte Farbe im eigenen Blatt nicht mehr vorhanden ist. Besitzt man auch kein Trumpf, so kann eine Fremdfarbe zugegeben werden.

## Abrechnung
Nachdem alle 8 Stiche gespielt worden sind, zählt jede Partei ihre Punkte, die sie in den Stichen gesammelt hat. Das Ergebnis wird immer kaufmännisch (ab 5 wird aufgerundet) auf volle 10 Punkte gerundet.

### Beispiel
Spieler C hat im obigen Beispiel 150 angesagt. Er hat 84 Punkte eingestochen und den "60"er angesagt. Die 84 werden zu 80 Punkten abgerundet. Somit hat er seine Ansage 150 verloren, denn 80 + 60 ist nur 140. Hätte Spieler C nur einen Punkt mehr gemacht, also 85 Punkte in seinen Stichen, so würde auf 90 Punkte aufgerundet werden und er hätte zusammen mit der Prämie (90 + 60) die versprochenen 150 Punkte erreicht.
Wird das Spielziel nicht erreicht, so wird die versprochene Ansage aus der Lizitation dem Verlierer abgezogen (So ist es auch möglich, dass ein Spieler negativ anschreibt.). Die Punkte aus den Stichen der Gegner werden diesen gutgeschrieben (jedem Spieler nur seine eigenen Stiche).
Erreicht man die Ansage so wird nur der angesagte Wert gutgeschrieben. Die Punkte, die man darüber hinaus erreicht hat, verfallen. Die Gegenspieler schreiben sich wieder ihre eigenen Punkte aus ihren Stichen gut.
Beim Aufschreiben selbst kann es somit nur zu Werten kommen, die durch 10 teilbar sind.
Die Gesamtpartie wird logischerweise von jenem Spieler gewonnen, der die meisten Punkte erreicht hat oder der bspw. als Erster 1000 Punkte (gängigste Vereinbarung) erreicht hat.

## Varianten
- Manche Spielrunden erlauben auch das Erhöhen (Verbessern) der Ansage nach Talonaufnahme.
- Für das Erreichen aller Stiche wird eine Prämie von 50 Punkten gewertet.
- Es besteht auch die Möglichkeit der Einführung einer Zusatzansage bei der Lizitation "ohne Talon". Das bedeutet jede Ansage bei der Lizitation mit dem Zusatz "ohne" überbietet jede Ansage derselben Höhe: "140 ohne" ist höher als "140". In diesem Fall nehmen sich alle Spieler reihum, beginnend mit dem Spielaufnehmer, einfach eine Karte aus dem Talon. Dieser Zusatz wird bei Erfolg für den Spielaufnehmer mit 20 Punkten prämiert. Andernfalls mit 20 Punkten bestraft.

### Variante mit 36 Blatt
- Es wird mit einem Paket zu 36 Karten gespielt.
- Die Reihenfolge bzgl. der Stichkraft innerhalb der Farben ist etwas umgestellt und alle Karten haben nun einen Punktewert:

| französisches Blatt | französisches Blatt | deutsches Blatt | deutsches Blatt |       |
| ------------------- | ------------------- | --------------- | --------------- | ----- |
| Karte               | Symbol              | Karte           | Symbol          | Augen |
| Ass                 | A                   | Daus/Ass        | (ohne)/A        | 11    |
| Zehner              | 10                  | Zehner          | 10              | 10    |
| Neuner              | 9                   | Neuner          | 9               | 9     |
| Achter              | 8                   | Achter          | 8               | 8     |
| Siebener            | 7                   | Siebener        | 7               | 7     |
| Sechser             | 6                   | Sechser         | 6               | 6     |
| König               | K                   | König           | K               | 4     |
| Dame                | D                   | Ober            | O               | 3     |
| Bube                | B                   | Unter           | U               | 2     |

Dadurch wird es schwieriger zu entscheiden, ob man lieber einen Ansager zerreißt oder doch mehr Punkte zugibt, wenn der Gegner mit dem Ass in einer Farbe schlägt.
- Das Teilen der Karten erfolgt nach folgendem Schema: 3 - Talon:3 - 3 - Talon:3 - 2 - 2
- Der Spielaufnehmer nimmt den ganzen Talon an sich und verlegt für die Gegner 4 Karten.
- Es sind somit 240 Punkte in den Stichen zu erreichen.
- Die Ansager haben nicht mehr soviel Bedeutung wie bei der normalen Variante, da man durch mehr und höhere Zählkarten auch die Möglichkeit bekommt Punkte zu sammeln.
- Es ist etwas leichter wieder in den Stich zurückzukommen.
- Die Gefahr, dass der Gegner einen Lauf an Stichen gewinnt, ist allerdings auch weit größer.
- Die Lizitation ist leichter, da man zu Beginn immer etwas mitbieten kann.
- Es ist schwieriger herauszufinden, ob man ein geeignetes Blatt hat, um überhaupt mitlizitieren zu können.
- Es ist viel interessanter mit allen 36 Karten zu spielen.